# Setge de Charleston

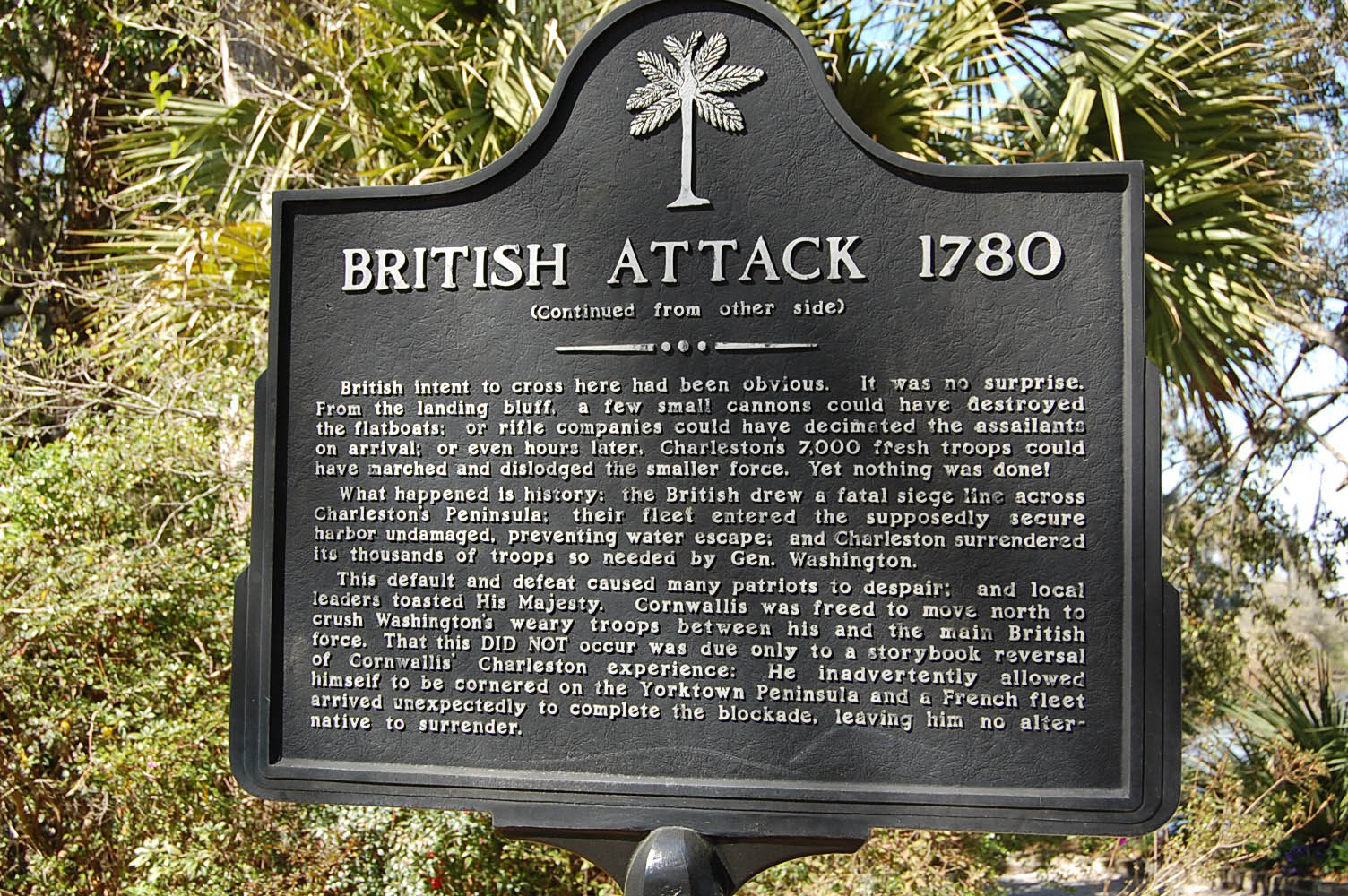
Placa commemorativa del setge de Charleston a la plantació "Magnolia Gardens" a Charleston, Carolina del Sud.

El Setge de Charleston va ser una de les batalles que van tenir lloc al final de la Guerra de la Independència dels Estats Units, després que els britànics comencessin a desplaçar el seu focus estratègic cap a les colònies del sud.
La derrota va suposar la pèrdua més gran de tropes de la guerra pel costat de l'exèrcit revolucionari. Per contrast, el General Washington va evitar els intents de combat força a força i també, astutament, ubicar a les seves forces estratègicament perquè les superiors comunicacions marítimes britàniques no poguessin fer un cop aclaparador. Al mateix temps, Washington, almenys amb el seu ajudant i el general subcomandant Lafayette, va ser conscient dels esforços per guanyar als britànics per part de França.
El menorquí Jordi Ferragut Mesquida, que formava part de les tropes revoltades, fou capturat pels anglesos.